# Kishi Bashi
Kaoru Ishibashi (né le 4 novembre 1975 à Seattle), interprète de Kishi Bashi, est un chanteur, multi-instrumentiste et compositeur américain. Il est le membre fondateur de Jupiter One (en) et, pendant quelques années, membre du groupe, of Montreal.

## Biographie

### Jeunesse et formation
Ishibashi  né à Seattle, dans l'État de Washington, le 4 novembre 1975, il grandit à Norfolk, en Virginie, où ses deux parents sont professeurs à l'Université Old Dominion. Sa mère vient de Naha, préfecture d'Okinawa. Après avoir été diplômé de Matthew Fontaine Maury High School (en) en 1994, il est allé à la School of Engineering de Cornell. À Cornell, il a co-fondé un groupe nommé Tamarisk. Après avoir quitté Cornell, il est allé étudier la notation de film au Berklee College of Music avant de devenir un violoniste renommé[citation nécessaire]. 

### Carrière
Kishi Bashi a enregistré et a tourné internationalement comme violoniste avec divers artistes tels que Regina Spektor, Sondre Lerche et, plus récemment, le groupe indie rock d'Athens, en Géorgie, of Montréal. Il reste basé à Athens.
Kishi Bashi est également le chanteur et membre fondateur du groupe de rock électronique new-yorkais, Jupiter One (en). En 2011, il commence à enregistrer et à se produire en tant qu'artiste solo, ouvrant la voie à Sondre Lerche, Alexi Murdoch, et of Montréal. Il a soutenu of Montréal lors de leur tournée du printemps 2012.
Peu de temps après qu'Ishibashi sorte son premier album solo, 151a (en), sur le label Joyful Noise Recordings, l'animateur de NPR All Songs Considered (en), Bob Boilen (en), a parlé de Kishi Bashi comme son nouvel artiste préféré de 2012 notant qu'il a créé "un soundscape rayonnant et édifiant" avec des chansons telles que "Bright Whites". Dans la même année, Microsoft utilise sous licence, "Bright Whites"  dans une publicité pour Windows 8. À peu près à la même époque, Sony utilise la chanson de Kishi Bashi, «It All Began With A Burst» du même album pour une publicité présentant leur tablette Xperia S. En plus de ces placements, Smart utilise sous licence, "Chester's Burst Over The Hamptons"  pour sa gamme de voitures intelligentes aux États-Unis.
Kishi Bashi a depuis été invité à jouer dans des festivals majeurs tels que SXSW et Austin City Limits (en) et a fait une tournée américaine avec des artistes comme The Last Bison (en) (originaire de sa ville natale de Hampton Roads en Virginie). Au début de l'année 2013, Kishi Bashi a organisé une tournée nord-américaine à travers les États-Unis et le Canada, se poursuivant dans l'UE et au Royaume-Uni au printemps 2013.
En 2014, Kishi Bashi lance sa propre ligne de café par le biais de Jittery Joe's (en) appelé Royal Daark Blend. Chaque achat est livré avec un téléchargement de chanson exclusif.

## Discographie

### Albums studio
- 151a (en) (2012)
- Lighght (en) (2014) #52 Billboard 200
- Sonderlust (2016) – Joyful Noise #153 Billboard 200
- Omoiyari (2019) – Joyful Noise

### Extended plays
- Room for Dream EP (2011) – Aerobic International / Joyful Noise
- Philosophize! Chemicalize! EP (2013) – Joyful Noise
- Room for Dream EP (2017) – Joyful Noise

### Enregistrementslive
- Live on Valentine's (2014) – Joyful Noise
- String Quartet Live! (2015) – Joyful Noise

### Compilations
- "7" Box Set" (incluant des reprises des Talking Heads, d'ELO et de Beirut) (2013) – Joyful Noise

## Projets
Le premier EP de Kishi Bashi, Room For Dream, est sorti en mai 2011 sur Aerobic International. Room For Dream propose quatre chansons, dont un duo avec Kevin Barnes et ne peut être acheté qu'à partir de plateformes de téléchargement comme iTunes ou Bandcamp.
Son spectacle en direct est une performance solo basée sur le violon en direct, la boucle vocale et le beat boxing. Il a souvent été comparé à Andrew Bird et Owen Pallett. 
Le premier album complet de Kishi Bashi, 151a, a été publié par Joyful Noise Recordings le 10 avril 2012 après avoir reçu un financement partiel via Kickstarter. Le titre «151a» fait référence au terme japonais 一期一会 (prononcé de la même manière que «151a» en japonais), ce qui signifie «une fois dans une vie»,. The three b-sides du Room For Dream EP ("Conversations au bout du monde", "Evalyn, Summer is Arrived" et "Unicorns Die When You Leave") sont incluses dans l'édition australienne / néo-zélandaise de 151a comme des pistes bonus. L'édition australienne / néo-zélandaise remplace également "Intro / Pathos, Pathos" par une version instrumentale du même morceau.
Le deuxième album de Kishi Bashi, Lighght (prononcé "light") a été publié sur Joyful Noise Recordings le 13 mai 2014. Le titre de l'album est un poème d'un mot d'Aram Saroyan.
Son troisième album studio, Sonderlust, est sorti le 16 septembre 2016 par Joyful Noise Recordings. Il a été produit par Chris Taylor de Grizzly Bear.